# العلاقات الدنماركية الميانمارية
العلاقات الدنماركية الميانمارية هي العلاقات الثنائية التي تجمع بين الدنمارك وميانمار.

## مقارنة بين البلدين
هذه مقارنة عامة ومرجعية للدولتين:
| وجه المقارنة                                              | الدنمارك                                                     | ميانمار          |
| --------------------------------------------------------- | ------------------------------------------------------------ | ---------------- |
| المساحة (كم2)                                             | 42.92 ألف                                                    | 676.58 ألف       |
| عدد السكان (نسمة)                                         | 5.79 مليون                                                   | 53.37 مليون      |
| الكثافة السكانية (ن./كم²)                                 | 134.9                                                        | 78.88            |
| العاصمة                                                   | كوبنهاغن                                                     | نايبيداو، يانغون |
| اللغة الرسمية                                             | اللغة الدنماركية                                             | اللغة البورمية   |
| العملة                                                    | كرونة دنماركية                                               | كيات ميانماري    |
| الناتج المحلي الإجمالي (بليون دولار)                      | 324.87 مليار                                                 | 69.32 مليار      |
| الناتج المحلي الإجمالي (تعادل القوة الشرائية) بليون دولار | 278.61 مليار                                                 | 282.95 مليار     |
| الناتج المحلي الإجمالي الاسمي للفرد دولار أمريكي          | 51.99 ألف                                                    | 1.16 ألف         |
| الناتج المحلي الإجمالي للفرد دولار أمريكي                 | 45.54 ألف                                                    |                  |
| مؤشر التنمية البشرية                                      | 0.900                                                        | 0.536            |
| رمز المكالمات الدولي                                      | +45                                                          | +95              |
| رمز الإنترنت                                              | .dk                                                          | .mm              |
| المنطقة الزمنية                                           | توقيت وسط أوروبا، ت ع م+02:00، ت ع م+01:00، أوروبا/كوبنهاجن ‏ | ت ع م+06:30      |

## منظمات دولية مشتركة
يشترك البلدان في عضوية مجموعة من المنظمات الدولية، منها:
| علم المنظمة | اسم المنظمة                        | تاريخ انضمام الدنمارك | تاريخ انضمام ميانمار |
| ----------- | ---------------------------------- | --------------------- | -------------------- |
|             | مؤسسة التنمية الدولية              | 30 نوفمبر 1960        | 5 نوفمبر 1962        |
|             | يونسكو                             | 4 نوفمبر 1946         | 27 يونيو 1949        |
|             | مؤسسة التمويل الدولية              | 20 يوليو 1956         | 3 ديسمبر 1956        |
|             | منظمة حظر الأسلحة الكيميائية       | ?                     | ?                    |
|             | الأمم المتحدة                      | 24 أكتوبر 1945        | 19 أبريل 1948        |
|             | الاتحاد الدولي للاتصالات           | 1866                  | 15 سبتمبر 1937       |
|             | منظمة الشرطة الجنائية الدولية      | ?                     | ?                    |
|             | البنك الدولي للإنشاء والتعمير      | 30 نوفمبر 1960        | 3 يناير 1952         |
|             | الاتحاد البريدي العالمي            | ?                     | ?                    |
|             | وكالة ضمان الاستثمار متعدد الأطراف | 12 أبريل 1988         | 16 ديسمبر 2013       |
|             | بنك التنمية الآسيوي                | 1966                  | 1973                 |
|             | منظمة التجارة العالمية             | 1995                  | ?                    |

## وصلات خارجية
- موقع وزارة الخارجية الدنماركية
- موقع وزارة الخارجية الميانمارية